# Carlos Reina Aranda
Carlos Aranda (Màlaga, 27 de juliol de 1980) és un exfutbolista andalús, que ocupava la posició de davanter. Ha estat internacional amb la selecció espanyola en categoria sub-17.

## Trajectòria
Format al planter del Reial Madrid, no arriba a debutar amb el primer equip en lliga, però sí en dos partits de la Champions League de la campanya 99/00.
El 2002 marxa al CD Numancia, on marca 3 gols en 13 partits. La temporada següent la passa entre el Vila-real CF, amb qui debuta a la primera divisió, i l'equip sorià. La temporada 03/04 recala a l'Albacete Balompié, amb qui aconsegueix vuit gols.
La temporada 04/05 fitxa pel Sevilla FC, amb qui juga la Copa de la UEFA. Posteriorment, el conjunt andalús el retorna a l'Albacete, ara en qualitat de cedit. Jugaria en Segona Divisió amb el Reial Múrcia (on marca 11 gols claus per a l'ascens) i amb el Granada 74 CF.
L'estiu del 2008 hi retorna al CD Numancia, en aqueixa època a la màxima categoria. Hi marca sis gols en 20 partits. A la temporada següent, recala al CA Osasuna.